# پادم‌ریختان
پادُم‌ریختان (نام علمی: Poduromorpha) نام یک راسته از رده دم‌فنری است.